# Arrendamiento financiero
El arrendamiento financiero, alquiler con derecho de compra,  leasing financiero, arrendamiento por renting, leasing operativo o simplemente arrendamiento es un contrato mediante el cual, el arrendador traspasa el derecho a usar un bien a un arrendatario, a cambio del pago de rentas de arrendamiento durante un plazo determinado, al término del cual el arrendatario tiene la opción de comprar el bien arrendado pagando un precio determinado, devolverlo o renovar el contrato de una persona.
Una vez vencido el plazo del contrato, el arrendatario tiene la facultad de adquirir el bien por un precio previamente establecido, denominado “valor residual”. Este valor se calcula como la diferencia entre el precio original abonado por el arrendador (incluidos intereses y gastos) y las sumas ya pagadas por el arrendatario. En caso de no ejercer la opción de compra, el arrendatario deberá devolver el bien al arrendador, salvo que el contrato establezca un plazo específico adicional para dicha devolución.

## Antecedentes
A lo largo del siglo XX, un conjunto de instituciones contractuales, en su mayoría originadas en el derecho anglosajón y perfeccionadas en el contexto negocial estadounidense, se han expandido hacia los países de tradición codificada o lo del civil law en los que, si bien han alcanzado tipicidad social, resultan difíciles de aprehender por las categorías tradicionales del Derecho, motivo por el cual algunas de ellas son consideradas como contratos atípicos. Entre los más conocidos y que son de mayor operatividad  en nuestro medio, se pueden citar los siguientes: leasing, factoring, underwriting, franchising, know how, merchandising, swap, etc., el fideicomiso y los negocios de securitización. Dentro de este contexto el leasing se ha ganado un lugar especial, sus antecedentes se remontan a 5000 años a. C., época en que fue utilizado por los sumerios, el leasing es un contrato cuya tipificación se ha ido configurando como una forma de financiamento y prestación de servicios.
Se trata de un fenómeno económico singular cuyo desenvolvimiento comienza con la expansión del ferrocarril a mediados del siglo XIX, cuando en Inglaterra se constituyen las primeras sociedades de responsabilidad limitada que tiene por objeto realizar operaciones de leasing; de la misma manera, en los E.U.A. En 1952 se funda una sociedad de leasing en San Francisco, la United States Leasing Corporation, para dar respuesta a algunas necesidades para las cuales las técnicas financieras que existían eran insuficientes. Empezaron a usar eslóganes como "leadership not ownership", con el que se pretendía generar la idea de que para un empresario que utiliza vehículos, máquinas y locales industriales, poco importa si son de su propiedad, con tal de que los tenga a su disposición; o el de "pay as you earn" que su significado es simplemente que las obligaciones resultantes del leasing.
En los 70's y a inicios de los 80's , el leasing alcanza su expansión mundial.

## Derecho real
Encuadrar al leasing como un contrato significa dejar de lado la posición sostenida en nuestro medio por un sector minoritario de la doctrina, que consideraba el leasing como "un instituto jurídico con trascendencia real que otorga al tomador el uso y goce sobre una cosa ajena".
El proyecto de la Comisión Federal del 1993 mantuvo el mismo criterio, pero con referencia a los inmuebles pensó en el leasing. Giovanoli caracteriza al leasing como un desmembramiento de la propiedad en el tiempo, descartando la comparación a los arrendamientos inmobiliarios de los países de Europa, que no confieren derechos reales al locatario de un inmueble, en algunas ocasiones se exija su inscripción en el registro.
En el leasing mobiliario, la opción de compra juega un rol fundamental, constituyendo tanto en Francia como en Bélgica, el principio distintivo del leasing.

## Naturaleza jurídica

### Contrato atípico
El leasing no es reconducible a ninguno de los contratos típicos, y en particular:
- no al mutuo, no obstante ser, una financiación verdadera y propia, falta la obligación de restituir al mutuante las cosas fungibles pasadas en propiedad al mutuario.
- no al comodato, por la onerosidad que lo distingue.
- no a la venta y en particular a la venta en cuotas con reserva de la propiedad, con la cual presenta alguna afinidad, porque falta el pasaje de la propiedad del vendedor al comprador.
- no a la localización o al arrendamiento, porque sobre la afinidad indudablemente existente prevalecen las diferencias: mientras que en el arrendamiento cualquiera puede ser locador, en el leasing el locador es siempre una sociedad que ejerce profesionalmente una actividad.

### Contrato mixto
La doctrina italiana considera al leasing como un contrato mixto, formado por un arrendamiento y una promesa unilateral de venta por parte del arrendador.
Esta modalidad se encuadra como un contrato mixto en razón de que la intención económica de los sujetos está estrechamente vinculada a ellos y la estructura jurídica característica del arrendamiento de equipo de producción presenta diferencias con el esquema típico, consistente en la actividad intermediaria desarrollada entre el fabricante y el usuario de los equipos o bienes.

## Una operación financiera
Parte de la doctrina interpreta al leasing, en primer lugar, como una operación financiera, ya que al ser el tomador quien elige por sí mismo el bien del proveedor, la propiedad del dador queda despojada prácticamente de todos sus atributos normales, por lo que el interés del dador de la operación pasa a ser puramente financiero y se limita a recuperar el monto de su inversión en capital; y en segundo lugar que el contrato de locación entre el dador y el tomador se concluye por un periodo que toma en cuenta el tiempo que insume la amortización  económica.
También se ha destacado que la finalidad de financiación es siempre obtenida a través de la utilización de modelos contractuales típicos que se conocen generalmente como contratos de crédito, entre los que podemos encontrar el mutuo. Pero el perfil teleológico del leasing no se tipifica en ninguno de los contratos que son usados con una finalidad de financiación.

## Características
Este contrato tiene una serie de atributos que lo distinguen y que pueden variar de acuerdo a la legislación vigente en cada país:
1. Como se indica más arriba en esta entrada, al finalizar el contrato, el arrendador financiero está obligado a ofrecer a su cliente (arrendatario financiero) la posibilidad de adquirir el bien. Esta nota no se comparte con el contrato de arrendamiento, aunque pueda tener características similares al leasing.
2. En opinión de los doctores Uría (ya fallecido), Menéndez, Sánchez Calero y otros,[4] no puede calificarse como un contrato de arrendamiento o una variedad del arrendamiento, ya que la función del contrato mercantil de leasing no es tanto ceder el uso de un bien (mueble o inmueble), cuanto financiar la posibilidad de explotarlo o disfrutarlo, como una alternativa al préstamo de dinero o a otros contratos de financiación.
3. Durante toda la vida del contrato, la entidad de leasing (arrendador financiero) mantiene la titularidad sobre el bien objeto del contrato, aunque no responde de los vicios que pueda aquejar al bien, es el arrendatario financiero (el usuario), quien corre con los deterioros y la pérdida del susodicho bien.
4. El leasing no es un préstamo de uso (contrato que se denomina comodato), aunque también se asemeje a él.
5. Este contrato puede llevar aparejada una cláusula por la cual el cliente está obligado a soportar las inspecciones que sobre el bien desee hacer el propietario del mismo (entidad arrendadora de leasing), e igualmente, el cliente estaría obligado a pagar a su costa un seguro al que le obliga la entidad de leasing.
6. Frente al incumplimiento del cliente, la entidad de leasing podrá ejercer acciones declarativas o ejecutivas (si cuenta con un título de esta naturaleza para ejercitar su derecho). Además puede resolver el contrato e instar al juez, a través de un corto procedimiento procesal, la recuperación del bien objeto del contrato. Todo ello, sin perjuicio de que el cliente haga valer otras pretensiones relativas al contrato de leasing en el procedimiento declarativo que corresponda.
7. Si el arrendatario financiero fuere declarado en concurso de acreedores, la entidad de leasing, como propietaria del bien, puede interponer su «tercería de dominio».
8. Contiene distintas ventajas de carácter fiscal para las empresas ya que es la entidad de leasing la que hace frente al pago de los impuestos indirectos (IVA e IGIC) de la adquisición del bien que no son repercutidos al arrendatario financiero para el cálculo de las cuotas, ya que el impuesto que recae sobre estas cuotas (IVA o IGIC) para el arrendatario financiero no se debe a la adquisición del bien sino al servicio de arrendamiento del mismo.

## Costo
Hay dos tipos de costos de leasing, uno es el coste de depreciación que es el más caro de estos dos factores y el coste del préstamo del dinero (es el coste financiero que varía según el tipo de interés aplicable por la entidad arrendadora).
El costo del leasing será un interés más el cálculo de la amortización del equipo; dicho coste resulta muy adecuado para empresas con poco capital, además de las ventajas fiscales que tiene.
Para el cálculo del pago mensual total (incluyendo el coste de depreciación más el coste del préstamo del dinero) se utiliza la siguiente fórmula:
Donde:
R - Pago mensual
V - Valor actual del bien
F - Valor final del bien o valor residual (opción de compra)
i - Tasa de interés (expresada en términos mensuales)
N - Número de periodos o mensualidades

## Utilización
Una persona o empresa necesita un determinado bien, pero no está en condiciones de destinar recursos para su adquisición. Entonces, se compromete con alguna compañía de leasing u otra institución financiera que lo ofrezca, para que esta, de acuerdo con las especificaciones y requerimientos técnicos dados por el interesado, la adquiera. Luego se lo entrega a la persona para que lo utilice durante un plazo definido, a cambio del pago de una cierta cantidad de dinero, expresada en cuotas periódicas que deben ser siempre iguales o ascendentes. La operación se formaliza a través de un contrato de arrendamiento financiero con opción de compra. Una vez que se cumple el periodo acordado, el cliente o arrendatario puede adquirir el bien, siempre que pague una cuota adicional que suele ser igual a las vencidas anteriormente y con la que se perfecciona la compraventa del bien. Se debe tener presente que el acuerdo entre ambas partes es irrevocable: el bien no puede ser devuelto a la compañía de leasing antes del plazo convenido. La duración contractual para poder acogerse a los beneficios fiscales debe tener un periodo de duración de al menos dos años, en caso de bienes muebles, y de al menos 10 años en caso de bienes inmuebles. Con este sistema es posible obtener casi cualquier equipo o maquinaria. Incluso si se comercializa en el extranjero.
Es una figura utilizada fundamentalmente por empresas. El contrato del leasing suele durar tanto como la vida económica del elemento patrimonial en cuestión, que al final del periodo de arrendamiento puede ser comprado.
Por lo general el leasing es usado para cosas que se deprecian o se tornan obsoletos en un plazo no muy largo, como los vehículos o los ordenadores.
El importe de las cuotas de arrendamiento financiero incorpora la amortización del bien, los intereses del capital productivo (coste financiero), los gastos administrativos y a veces una prima de riesgo por si falla la empresa arrendataria. A esta cuota se le añaden los impuestos indirectos vigentes para este tipo de operaciones (por ejemplo, el IVA).
Existe una modalidad parecida que también es muy usada por las empresas el denominado renting. El renting es un arrendamiento simple que generalmente no ofrece dentro del contrato opción de compra al cliente, y por tanto no se contempla en el balance de las empresas arrendatarias.

## Ventajas y desventajas

### Ventajas
- Se puede financiar el 100% de la inversión.
- Se mantiene libre la capacidad de endeudamiento del cliente.
- Flexible en plazos, cantidades y acceso a servicios.
- Permite conservar las condiciones de venta al contado.
- La cuota de amortización es gasto tributario, por lo cual el valor total del equipo salvo la cantidad de la opción de compra se rebaja como gasto, en un plazo que puede ser menor al de la depreciación acelerada. La empresa así, puede obtener importantes ahorros tributarios.
- Mínima conservación del capital de trabajo.
- Oportunidad de renovación tecnológica.
- Rapidez en la operación.
- El leasing permite el mantenimiento de la propiedad de la empresa. En caso contrario (sin leasing), si en una actividad comercial se requiere una fuente de inversión para nuevos equipos, es frecuente que se haga la financiación del proyecto con aumentos de capital o emisión de acciones de pago, lo que implica, en muchos casos, dividir la propiedad de la empresa entre nuevos socios reduciéndose el grado de control sobre la compañía.

### Desventajas
- Se accede a la propiedad del bien, a veces al final del contrato, al ejercer la opción de compra.
- No permite entregar el bien hasta la finalización del contrato.
- Existencia de cláusulas penales previstas por incumplimiento de obligaciones contractuales.
- Coste a veces mayor que el de otras formas de financiación, en particular cuando se producen descensos en los tipos de interés.
- Al final del contrato se le cobrará un monto adicional por todo aquello que disminuya el valor de reventa del bien.

## Arrendamiento operativo o renting
Un arrendamiento operativo es un contrato a través del cual se otorga el derecho de uso sobre un activo que pertenece a otra empresa o persona. A efectos prácticos es muy similar a un alquiler tradicional que una persona física puede llevar a cabo, pues  permite utilizar un bien propiedad de un tercero a cambio de ofrecerle una remuneración económica de manera recurrente y periódica (por ejemplo mensual) durante el tiempo que dure el arrendamiento operativo.
Los arrendamientos operativos también se les llama renting, y las compañías suelen recurrir a ellos para evitar tener que realizar grandes inversiones de capital. Principalmente se emplean para evitar la compra de maquinaria de gran costo, flotas vehiculares, automóviles o de equipos informáticos que puedan tanto depreciarse en el medio plazo —entre 2 y 5 años de forma aproximada—.

### Diferencias entre el arrendamiento operativo y el arrendamiento financiero
En el tipo de arrendamiento financiero o leasing, se identifica, principalmente, por la opción de compra que ofrece al finalizar el contrato de arrendamiento para que el arrendatario pueda hacerse con el activo, mientras que en el arrendamiento operativo o renting, mediante un contrato de arrendamiento, el propietario de un activo transfiere el derecho de uso de una empresa a cambio del pago de un canon mensual a un plazo establecido.